# Кордильєра-Сентраль (Лусон)
Кордильєра-Сентраль або Центральна Кордильєра — гірський масив розташований в північній центральній частині острова Лусон на Філіппінах. У південно-східній частині Центральна Кордильєра межує з горами Сьєрра-Мадре, найдовшим гірським хребтом в країні. Народи, які населяють Центральну Кордильєру мають власну культуру, мови та традиції.

## Географія
Гірський хребет охоплює всі провінції Кордильєрського адміністративного регіону (Абра, Апаяо, Бенґет, Іфугао, Калінга, Гірська провінція), а також східні частини провінцій Північний Ілокос та Південний Ілокос, східну частину провінції Ла Уніон, північно-східну частину провінції Пангасінан, західну частину провінції Нуева Віская і західну частину провінції Кагаян.
Кордильєра-Сентраль є найвищими горами на Філіппінах. Вони займають близько 1/6 площі острова Лусон, а саме 18 300 км2. Найвища точка — гора Пулаг, третя за висотою вершина на Філіппінах, висота 2922 м. Гірський ланцюг є вододілом між Південнокитайським та Філіппінським морями, тому багато річок беруть тут початок. Найдовша річка острова Лусон — Кагаян — має витоки з гір Кордильєра-Сентраль. Гірський ланцюг на заході майже впритул наближається до Південнокитайського моря. Опадів випадає понад 4000 мм2 на рік.

## Економіка
У горах Кордильєра-Сентраль розвинута гірнича промисловість. 80 % золота, що добувається на Філіппінах, припадає на Кордильєрський адміністративний регіон.